# César Augusto Acevedo
César Augusto Acevedo né à Cali dans la Valle del Cauca en 1984 est un réalisateur  et scénariste colombien, primé à trois reprises au Festival de Cannes 2015 pour son film La Terre et l'Ombre.

## Biographie
César Augusto Acevedo est diplômé avec mention de l'École de communication sociale de l'Université de Valle. Orphelin de mère à vingt ans, et se sentant délaissé par un père déprimé de cette mort, il entame comme exutoire la réalisation de son film La Terre et l'Ombre, qu'il met 10 ans à achever.
Il a réalisé deux courts métrages, Los Pasos del Agua et La Campana, lequel a été primé par le fonds de développement cinématographique de Colombie. Il a été co-scénariste et assistant de Óscar Ruiz Navia pour le film Los Hongos, qui a reçu le prix spécial du jury au Festival international du film de Rotterdam.

## Filmographie
- 2015 : La Terre et l'Ombre (La tierra y la sombra)
- 2016 : Los pasos del agua (court-métrage )